# 鯉景道綜合大樓
鯉景道綜合大樓分區圖書館及安老院舍為香港東區鯉景道一座建築中的政府大樓。該大樓計劃設有一個全新的分區圖書館（由康樂及文化事務署管理），以及一個設有約200個名額的安老院（由社會福利署管理）。

## 附近建築
- 鯉景灣
- 逸濤灣
- 嘉亨灣
- 康東邨
- 東區法院大樓
- 西灣河健康中心
- 港島東體育館
- 香港電影資料館
- 水警總區總部
- 西灣河碼頭
- 港島民生書院
- 韓國國際學校